# Katedra Niepokalanego Poczęcia Najświętszej Maryi Panny w Antananarywie
Katedra Niepokalanego Poczęcia Najświętszej Maryi Panny w Antananarywie – archikatedra w stolicy Madagaskaru należąca do metropolii antananarywskiej.

## Historia
Kamień węgielny pod budowę katedry został położony 8 maja 1873 roku, ale prace przy budowie rozpoczęto we wrześniu 1875 roku. Plany katedry przygotowali ojcowie Gonzalvien i Alphonse Taix. 20 listopada 1877 roku odprawiono na terenie kościoła pierwsze nabożeństwo. Katedra została konsekrowana 10 grudnia 1890 roku przez biskupa Jeana-Baptistę Cazeta. W 1989 roku podczas mszy w katedrze Jan Paweł II beatyfikował Wiktorię Rasoamanarivo. W listopadzie 2009 roku rozpoczęto remont katedry, którym kierował o. Curé Pierre Julien. Wyremontowano między innymi dach, instalację elektryczną, wymieniono stropy i podłogi. Po zakończeniu remontu w 2010 roku odbyła się uroczysta msza święta pod przewodnictwem arcybiskupa Antananarivo prałata Odona Arsène Razanakolona, w której udział wzięli prezydent i premier z żonami oraz członkowie rządu. Remont został sfinansowany z darowizny parafian: Andry'ego i Mialego Rajoelinów, pieniędzy z CCPREAS (Cellule de Coordination des Projets de Relance Economique et d’Action Sociale) i funduszy kościelnych. W 2019 roku podczas podróży na Madagaskar mszę świętą w katedrze odprawił papież Franciszek. Po mszy papież modlił się przy umieszczonym w katedrze grobie błogosławionej Wiktorii Rasoamanarivo. W katedrze są pochowani biskupi Madagaskaru, m.in. Jean Baptiste Cazet.